# Hiroshi Abe (actor)
Hiroshi Abe (阿部 寛 Abe Hiroshi?,  nacido el 22 de junio de 1964) es un actor y modelo japonés. Empezó su carrera como modelo, pero ha hecho la transición poco a poco hasta ser reconocido como uno de los mejores actores de su país. Es licenciado por la Universidad de Chūō.

## Carrera
En 1988, durante su último año de universidad, el hizo su primera actuación profesional en la película Haikara-san Ga Touru. En 2009, ganó el premio al Mejor Actor 63° edición de los Mainichi Film Award por su interpretación en Aruitemo aruitemo (Still Walking)  y en Aoitori.

## Filmografía

### Televisión
La primera serie en la que trabajó fue "Let's have Romance" (Koi wo simashō Yumin wo kikinagara) en 1988. Hasta 2003, ha trabajado en 84 series, al menos una por cada trimestre desde 1996.
Como protagonista:
- Shinzanmono (新参者 lit. "Recién llegado"?) (primavera de 2010) como Kaga Kyoichiro.
- Shiroi Haru (白い春 lit. "Primavera blanca"?) (primavera de 2009) como Haruo Sakura.
- Kekkon Dekinai Otoko(El hombre que no se podía casar) (結婚できない男 Kekkon Dekinai Otoko?)" (verano de 2006) como Shinsuke Kuwano.
- Dragon Zakura (ドラゴン桜 Doragon Zakura?) (verano de 2005) como Kenji Sakuragi.
- At Home Dad (アットホームダッド Atto Hōmu Daddo?) (verano de 2004) como Kazuyuki Yamamura.
- The Last Lawyer (最後の弁護人 Saigo no Bengonin?) (invierno de 2003).
- Trick series (TRICKシリーズ Torikku shirīzu?) (otoño de 2003, invierno de 2002, verano del 2000) como Jirō Ueda.
- Glorious Yorujuro (天晴れ夜十郎 Appare Yorujūrō?) (septiembre de 1996-marzo de 1997) como Yorujūrō.

Como actor de reparto:
- Saka no Ue no Kumo (坂の上の雲 Saka no Ue no Kumo?) (diciembre de 2009, 2010 y 2011) como Akiyama Yoshifuru.
- Tenchijin (天地人 Tenchijin?)(NHK Taiga Drama) (2008) - como Uesugi Kenshin.
- CHANGE (CHANGE Chenji?) (primavera de 2008) como Katsutoshi Nirasawa.
- Yoshitsune (義経 Yoshitsune?)(NHK Taiga Drama) (2005)  como Taira no Tomomori.
- Fugitive - RUNNAWAY (逃亡者 RUNNAWAY Tōbōsha Rannawei?) (verano de 2004) como Ryūji Mineshima.
- Wedding Planner (ウエディングプランナー Uedingu Purannā?) (primavera de 2003) como Jun Okonogi.
- Smile (笑顔の法則 Egao no Hōsoku?) (primavera de 2003) como Reijirō Sakurai.
- Rika (リカ Rika?) (marzo de 2003) (ganó el premio Best Horror Film of the year) como Takao Homma.
- Musashi (武蔵 MUSASHI Musashi?)(NHK Taiga Drama) (2003) como Gion Tōji.
- Midnight Rain (真夜中の雨 Mayonaka no Ame?) (otoño de 2002) como Shunsuke Izumida.
- My Little Chef (マイリトルシェフ Mai Ritoru Shefu?) (verano de 2002) como Kensaku Tachibana.
- HERO (HERO Hīrō?) (invierno de 2001) como Mitsugu Shibayama.
- Antique (アンティーク 〜西洋骨董洋菓子店〜 Antīku -Seiyō Kottō Yōgashiten?)(otoño de 2001) como Chikage Kobayakawa.
- Yasha (夜叉 Yasha?)(primavera del 2000) como Ken Kurosaki.
- Honeymoon Divorce (成田離婚 Narita Rikon?) (otoño de 1997) como Takuya Kitamura.

También apareció en el programa "Special Research Project 200X", y ocasionalmente hace de narrador.

### Películas
- Haikarasan ga tōru (1988)
- Yawara! (1989)
- Spirit Warrior Saga of the Phoenix (1990)
- Yamato Takeru (1994)
- Moon Over Tao (1997)
- Godzilla 2000: Millennium (1999)
- Tokyo Raiders (2000)
- Blood Sucking Space(2001) (Chi wo sū uchū)
- RUSH! (2001)
- Platonic Sex (2001)
- Trick (2002)
- Hana and Alice / 花とアリス / Hana to Arisu (2004)
- Hotel Venus / ホテル　ビーナス / Hoteru bīnasu (2004)
- Survive Style 5+ (2004)
- My Lover is a Sniper: The Movie / 恋人はスナイパー　劇場版 (2004)
- The man behind the scissors / ハサミ男 / Hasami otoko (2004)
- Ubume no Natsu (2005)
- Fist of the North Star: The Legends of the True Savior / Shin Kyūseishu Densetsu Hokuto no Ken series (2006-2008)
  - Legend of Raoh: Chapter of Love in Death / Raō Den Jun'ai no Shō (2006)
  - Legend of Yuria / Yuria Den (2007) (OVA)
  - Legend of Raoh: Chapter of Fierce Fighting / Raō Den Gekito no Shō (2007)
  - Legend of Toki / Toki Den (2008) (OVA)
  - Zero: Legend of Kenshiro / Zero: Kenshirō Den (2008)
- Trick 2 (2006)
- Baruto no Gakuen (2006)
- Forbidden Siren (2006)
- Bubble Fiction: Boom or Bust (2007)
- Taitei no Ken (2007)
- Team Batista no Eikō (2008)
- Chocolate (2008)
- Mōryō no Hako (2008)
- Kakushi Toride no San-Akunin: The Last Princess (2008)
- Aruitemo aruitemo (Still Walking) (2008)
- I Wish/ 奇跡 (2011)
- Once in a Blue Moon (2011)
- Cheers From Heaven (2011)
- Thermae Romae (2012)
- After the storm (2016)

### Teatro
- 2004 Chikamatu Shinchuu monogatari-sore ha koi
- 2002, 1998, 1993-96 Atami Murder-Monte Carlo Illusion (Atami satujinn jikenn-monntekaruro iryu-jonn)
- 2001 Mochiageru hit
- 2000 ShinJigokuhen
- 1992 Aruhi dokokade